# Marcel Veenendaal
Marcel Veenendaal (Ede, 13 april 1982) is een Nederlands zanger en sinds 2009 voorman van de band DI-RECT.

## Biografie
Veenendaal groeide op in Ede. Later ging hij als zanger en muzikant vaak voor jamsessies naar Nijmegen, Arnhem en Utrecht. Ook was hij verbonden aan het Wageningse musicaltheater Roekeloos. Veenendaal kreeg enige bekendheid door zijn deelname aan het televisieprogramma AVRO's Sterrenjacht in 2004, waar hij in de finale tweede werd. Hij was te zien in theater- en musicalproducties als Jesus Christ Superstar, the Wiz en Hair. Ook was zijn stem te horen in tekenfilms en tekenfilmseries. Via de door Jan Rot in 2008 in het Nederlands vertaalde rockopera Tommy kwam hij in contact met DI-RECT.
In 2009 besloot de toenmalige leadzanger van DI-RECT, Tim Akkerman, zich te gaan richten op een solocarrière. In het BNN televisieprogramma 'Wie is Di-Rect' werd Veenendaal na een afvalrace op 8 november van hetzelfde jaar door de band als nieuwe zanger gekozen.
Veenendaal was van 2018 tot en met 2019 te zien als coach in het zangprogramma It Takes 2. Tijdens beide seizoenen dat hij meedeed won zijn kandidaat.

## Theater
| Titel                  | Van  | Tot  | Rol(len)            |
| ---------------------- | ---- | ---- | ------------------- |
| Jesus Christ Superstar | 2005 | 2006 | Filippus            |
| the Wiz                | 2006 | 2007 | Ensemble            |
| Hair                   | 2007 | 2008 | Berger (understudy) |
| Grijs Gedraaid         | 2022 | 2023 | Zanger              |

## Stem
| Titel                                           | Jaar | Personage | Zang                                                 |
| ----------------------------------------------- | ---- | --------- | ---------------------------------------------------- |
| Phineas en Ferb seizoen 1                       | 2008 | Kees      |                                                      |
| Pokémon 10: De Opkomst van Darkrai              | 2008 |           | Titelsong: Wij zijn helden Song: Leven In De Schaduw |
| Phineas en Ferb seizoen 2                       | 2009 | Kees      |                                                      |
| Pokémon 11: Giratina en de Krijger van de Lucht | 2009 |           | Eindsong: Wat is de wereld toch mooi                 |
| Pokémon 12: Arceus en het Juweel des Levens     | 2010 |           | Song: Wat is de wereld toch mooi                     |